# Arianida albosternalis
Arianida albosternalis là một loài bọ cánh cứng trong họ Cerambycidae.